# Povile
Povile su priobalno naselje u Hrvatskoj u sastavu Grada Novog Vinodolskog. Nalaze se u Primorsko-goranskoj županiji.

## Zemljopis
Sjeverozapadno je Novi Vinodolski, sjeverno je Donji Zagon, sjeveroostočno su Ledenice i Bater, jugoistočno je Klenovica.

## Stanovništvo
| broj stanovnika | 243   | 482   | 213   | 194   | 232   | 223   | 212   | 180   | 142   | 140   | 137   | 156   | 166   | 199   | 211   | 231   | 220   |
|                 | 1857. | 1869. | 1880. | 1890. | 1900. | 1910. | 1921. | 1931. | 1948. | 1953. | 1961. | 1971. | 1981. | 1991. | 2001. | 2011. | 2021. |

## Poznate osobe
- Franz Perčević von Odavna, stožerni časnik austro-ugarske vojske[4]